# Anaal Nathrakh
Anaal Nathrakh é uma banda britânica de metal extremo formada em 1999 pelo multi-instrumentista Mick Kenney e o vocalista Dave Hunt, em Birmingham. A banda mistura elementos de grindcore, black metal, death metal, industrial e outros gêneros.
O nome da banda vem de um feitiço do mago Merlin, que foi retirado do filme de John Boorman, Excalibur de 1981. De acordo com o linguista Michael Everson, Anaal Nathrakh significa "Bafo de Cobra".
Atualmente mantém contrato com a gravadora Metal Blade Records.

## História

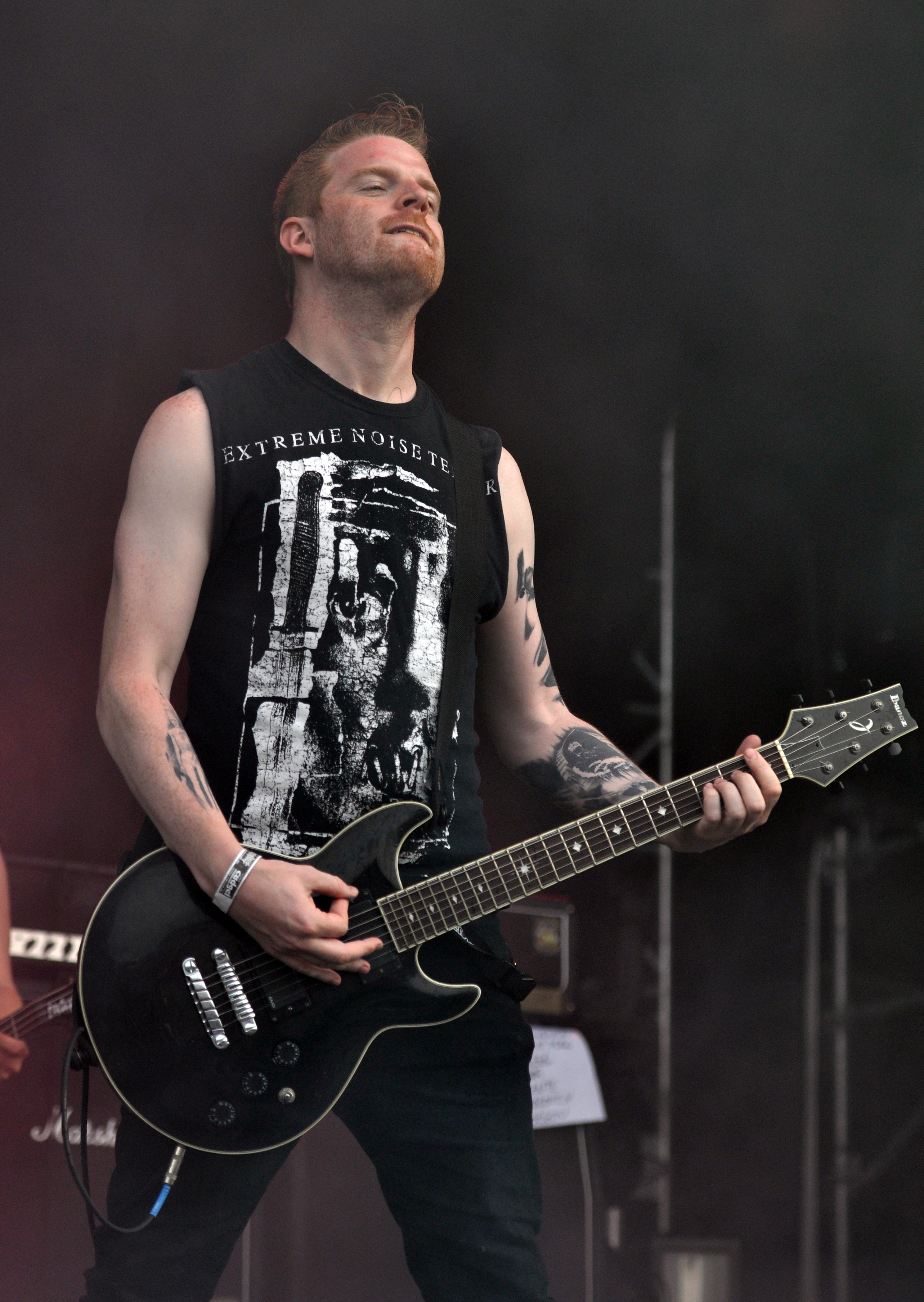
Mick Kenney se apresentando com a banda em 2013.

Anaal Nathrakh foi formado em 1999 por Mick Kenney e Dave Hunt, em Birmingham. A dupla gravou duas demos antes de entregar seu primeiro álbum completo, The Codex Necro, em 2001. Em 2004, A banda lançou seu segundo álbum completo, Domine Non Es Dignus, pelo selo francês Season of Mist. Em 2006, o terceiro álbum do grupo, Eschaton, foi lançado. O álbum contou com as participações de Shane Embury do Napalm Death e Attila Csihar do Mayhem. O álbum Hell Is Empty e All the Devils Are Here foi lançado pela nova gravadora da banda, FETO Records, em outubro de 2007. O álbum conta com participações especiais de Joe Horvath, do Circle of Dead Children.
Anaal Nathrakh lançou seu sexto álbum, Passion, em 2011, e seu sétimo, Vanitas, em 2012. A banda terminou a gravação de seu oitavo álbum, Desideratum, em fevereiro de 2014, e lançou o álbum em 28 de outubro de 2014. Desideratum foi o primeiro álbum da banda lançado desde que assinou com a Metal Blade Records em junho do mesmo ano.
O nono álbum da banda, The Whole of the Law, foi lançado em 28 de outubro de 2016. Em 20 de maio de 2018, foi revelado que eles iriam lançar seu décimo álbum de estúdio, intitulado A New Kind of Horror. O álbum foi lançado em 28 de setembro de 2018.
No início de 2020, a banda gravou seu décimo primeiro álbum, Endarkenment. O álbum foi lançado em 2 de outubro de 2020. A revista britânica Metal Hammer nomeou o álbum como o 31º melhor álbum de metal de 2020.

## Discografia

### Álbuns de estúdio
- The Codex Necro (2001)
- Domine Non Es Dignus (2004)
- Eschaton (2006)
- Hell Is Empty, and All the Devils Are Here (2007)
- In the Constellation of the Black Widow (2009)
- Passion (2011)
- Vanitas (2012)
- Desideratum (2014)
- The Whole of the Law (2016)
- A New Kind of Horror (2018)
- Endarkenment (2020)

### EPs
- When Fire Rains Down from the Sky, Mankind Will Reap as It Has Sown (2003)

### Coletâneas
- Total Fucking Necro (2002)

### Demos
- Anaal Nathrakh (1999)
- Total Fucking Necro (1999)